# NGC 6919
NGC 6919 ist eine Balken-Spiralgalaxie vom Hubble-Typ SBc im Sternbild Mikroskop am Südsternhimmel. Sie ist schätzungsweise 296 Millionen Lichtjahre von der Milchstraße entfernt und hat einen Durchmesser von etwa 140.000 Lichtjahren.
Das Objekt wurde am 2. September 1836 von John Herschel entdeckt.